# Quimón de Argos
Quimón de Argos (en griego antiguo: Χείμων ο Αργείος) fue un vencedor olímpico del siglo V a. C. originario de Argos.
Ganó la prueba de lucha en los 83.º Juegos Olímpicos de 448 a. C., derrotando a Tauróstenes de Egina, que se tomó la revancha en los siguientes juegos.
Dos estatuas, una en Olimpia y otra en Argos, le honraban. Pausanias las consideraba las mejores estatuas hechas por Naucides, también de Argos. La estatua de Argos fue llevada a Roma por Nerón; Vespasiano la colocó entonces en el templo de la Paz.
Aristeo, hijo de Quimón, ganó el dólico, probablemente en los Juegos Olímpicos de 420 a. C. Es probable que fuera Naucides quien encargara las estatuas en honor a su padre, así como la suya propia, colocada en Olimpia junto a la de su padre.